# 布雷拉
布雷拉，是西班牙加利西亚自治区卢戈省的一个市镇。 总面积7平方公里，总人口8161人（2001年），人口密度1166人/平方公里。